# 毛泽东选集

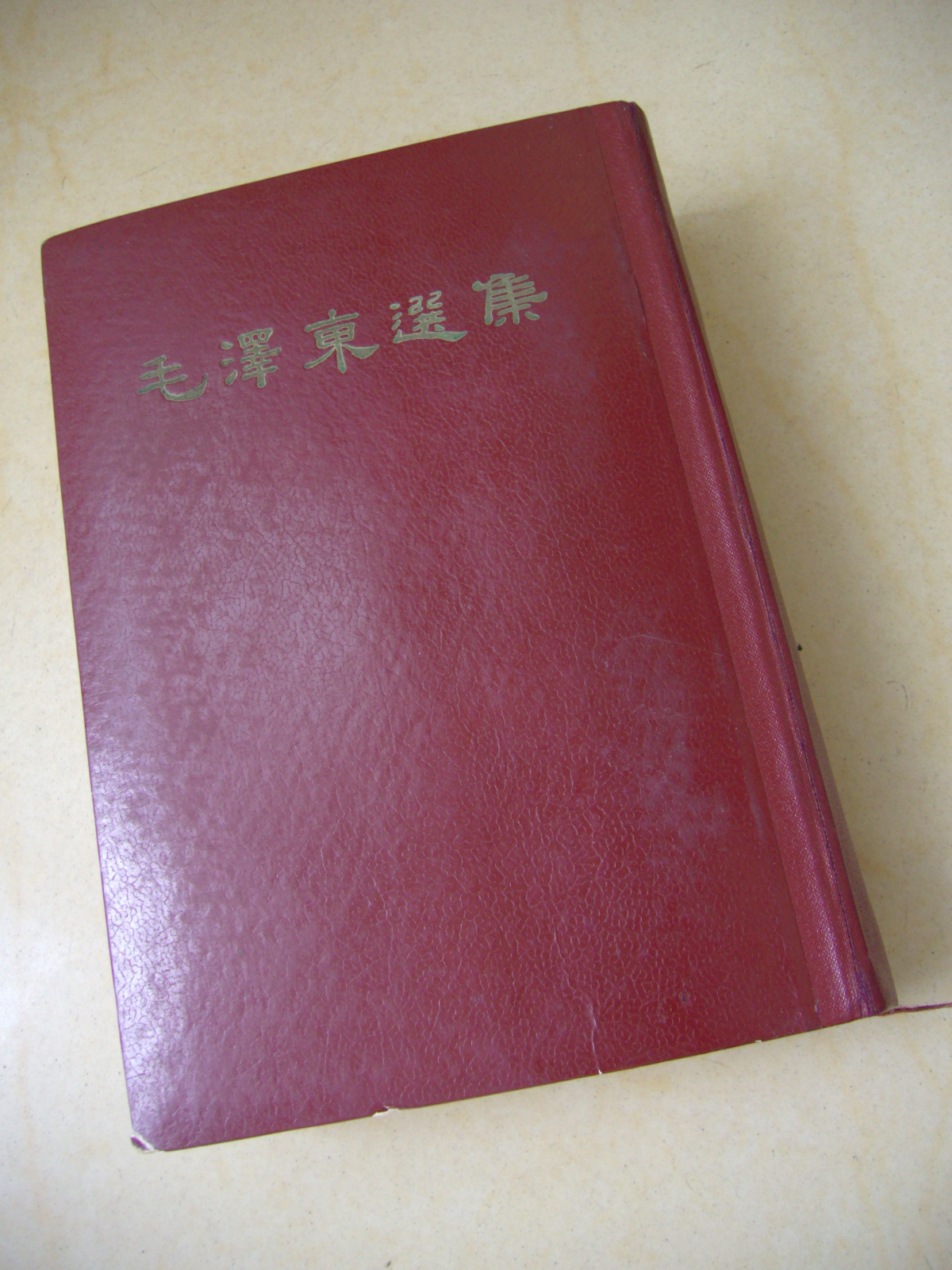
《毛泽东选集》文革前的繁體中文四卷合订本

《毛泽东选集》，简称《毛选》，是中国共产党领袖毛泽东的个人著作选集，由人民出版社出版发行，前后出版五卷，现仍在印刷的为前四卷，共选录毛泽东在1925年－1957年间的各种著作、讲话稿等共229篇，是毛泽东思想的集中概括。包括中文在内，毛泽东选集曾以26种语言正式出版，总授权发行量3亿册。

## 早期版本
1944年，中共晋察冀分局在中共中央宣传委员会的同意下，由邓拓主持，首次收集了毛泽东历年来的文章28篇，并附录了古田会议的决议，由晋察冀日报社加以出版，于同年7月由晋察冀新华书店发行。平装本共五卷，小32开，785页，印数2500册，定价300元边币:208；精装本为合订本一册，印数也为2500册。在这个版本的基础上又有四个修订版。
1945年中共七大之后，毛泽东思想成为中共指导思想，各中共控制区纷纷出版毛泽东选集，到中华人民共和国成立前，各地共有21种不同版本。但这些版本均未得到毛泽东本人的审定。

## 正式版本
中华人民共和国建国后，毛泽东在出访苏联时，约瑟夫·斯大林建议毛泽东出版自己的文集。毛泽东接受了这一建议。1950年5月，中共中央政治局正式决定成立毛泽东选集编辑委员会，由刘少奇担任主任。具体编辑工作由陈伯达负责领导，胡乔木和田家英协助，全部文稿经过毛泽东本人修改审定。

### 第一版
| 卷数   | 收录范围           | 出版时间       | 文章数 | 备注         |
| ------ | ------------------ | -------------- | ------ | ------------ |
| 第一卷 | 1925年－1937年     | 1951年10月12日 | 17     |              |
| 第二卷 | 抗日战争前期       | 1952年4月10日  | 40     |              |
| 第三卷 | 抗日战争后期       | 1953年4月10日  | 31     |              |
| 第四卷 | 抗日战争后到建国前 | 1960年9月30日  | 70     |              |
| 第五卷 | 1949年－1957年     | 1977年3月      | 70     | 1982年后停售 |

#### 第一卷
《毛选》第一卷包括毛泽东1925年起到抗日战争爆发前的文章共17篇，1951年10月12日由人民出版社正式出版发行，定价1.5元人民币（旧版）。

#### 第二卷
《毛选》第二卷包括毛泽东在抗日战争前期的文章共40篇，1952年4月10日由人民出版社正式出版发行，定价2元人民币（旧版）。但由于时间问题，新华书店是1952年4月11日才对外销售（北京新华书店发票资料）。

#### 第三卷
《毛选》第三卷包括毛泽东在抗日战争后期的文章共31篇，1953年4月10日由人民出版社正式出版发行，定价1.5元人民币（旧版）。

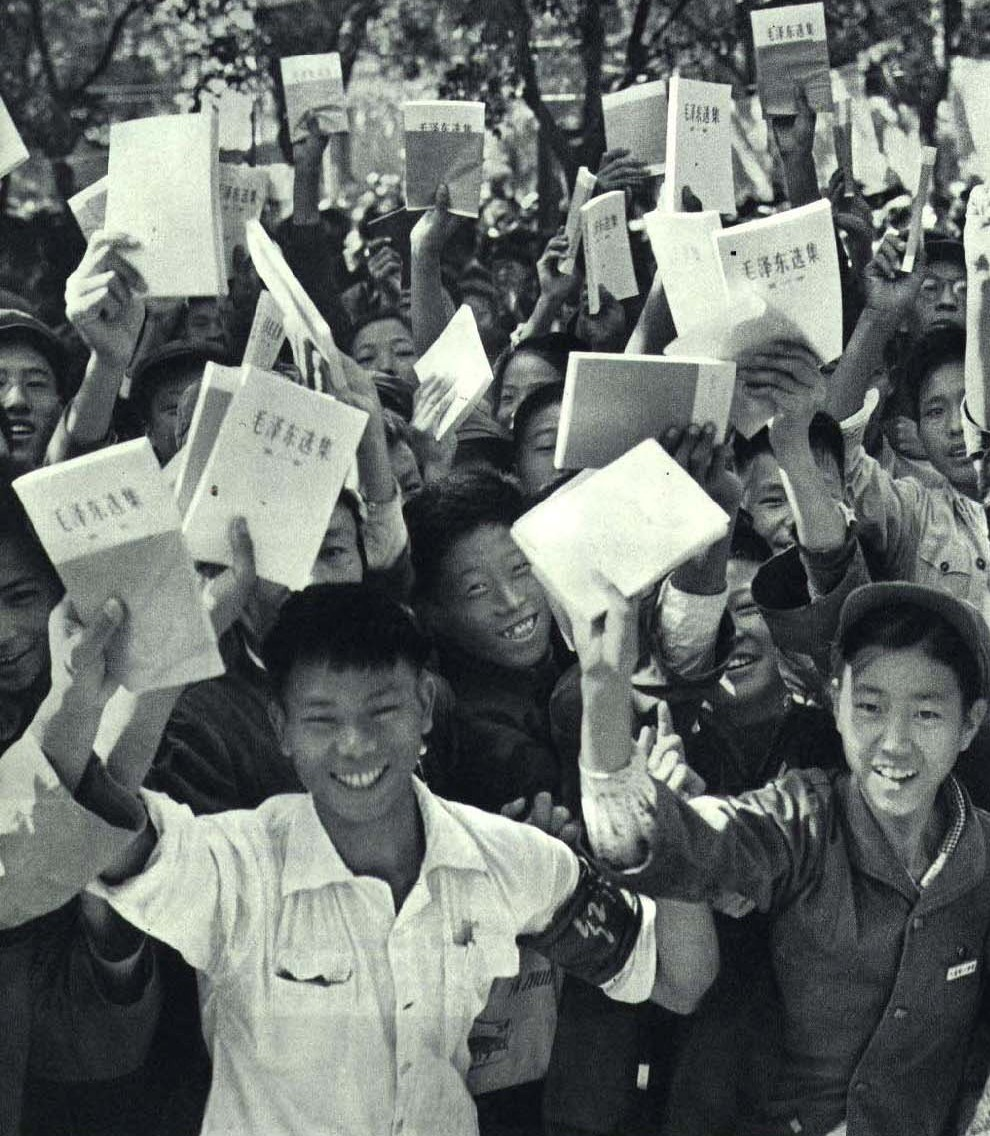
1966年民众学习毛泽东选集

#### 第四卷
《毛选》第四卷包括毛泽东在抗日战争后到中华人民共和国建国前的文章共70篇，1960年9月30日由人民出版社正式出版发行，定价1.4元人民币。本卷由胡乔木主持编定后，毛泽东通读通过。出版后，中共中央又设立了毛泽东著作翻译室，将毛选四卷翻译为多种外语出版，此后该翻译室逐渐发展为中共中央文献翻译部。另外，除上述四卷分册的版本外，还有四卷合一的“一卷本”。

#### 第五卷

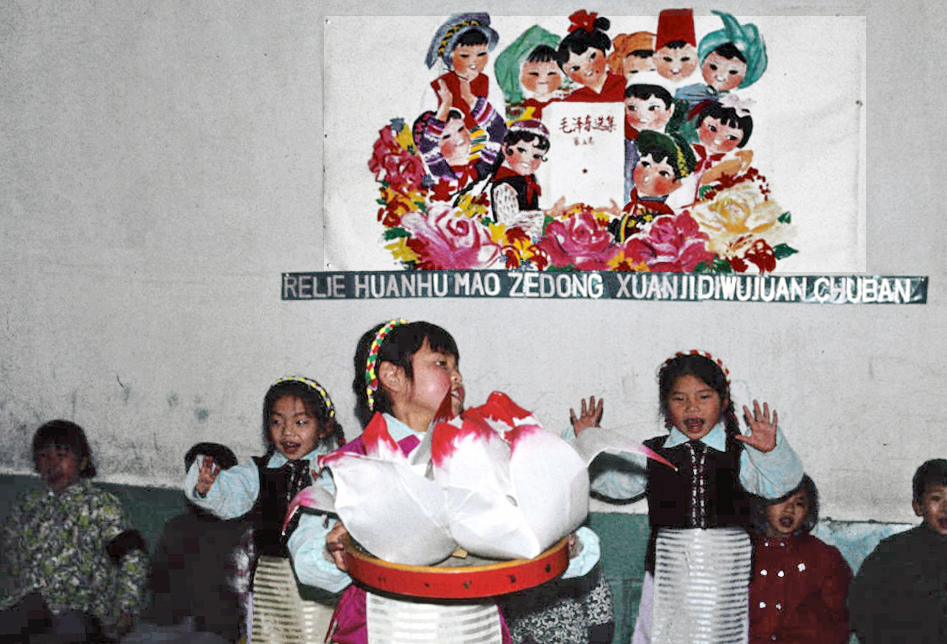
1978年上海幼兒園用汉语拼音寫「热烈欢呼毛泽东选集第5卷出版」

《毛选》第五卷包括毛泽东在中华人民共和国建国后的文章共70篇，截至1957年。1977年4月15日由人民出版社正式出版发行，定价1.25元人民币。
本卷1967年开始筹备，原负责筹备工作的是中央文革小组理论组，以周恩来为名义上的负责人，不久即停止。1969年后，在康生的领导下再次开始准备工作，但不久后因未获得毛泽东的认可，工作又一次停止。
毛泽东逝世后，华国锋决定继续出版《毛选》第五卷，在击溃四人帮后，于1976年10月8日再度开始筹备工作，由汪东兴为名义负责人，李鑫、吴泠西、胡绳、熊复实际负责编辑工作。
第五卷出版后，华国锋仍保留了毛泽东选集编辑委员会，准备筹备出版《毛选》第六卷（未出版），但随着邓小平的掌握政权，中共中央不再坚持对毛泽东的个人崇拜。1980年，毛泽东选集编辑委员会改组为中共中央文献研究室，此后未再出版毛选。已发售的毛选第五卷，也在1982年后停售，目前只能在一些二手书刊交易平台购得。
为了最终弥补“毛选只有部分毛泽东文章，尤其没有建国后文章”的缺憾，中共中央在1990年代又组织编印了《毛泽东文集》、《毛泽东早期文稿》（内部发行）、《建国以来毛泽东文稿》（初版内部发行，第二版增补后改为公开发行）等著作集。

### 第二版
根据中共中央的决定，中共中央文献研究室对《毛泽东选集》第一至四卷进行修订，在中国共产党建立七十周年之际（1991年）出版第二版。与上一版相比，这一版本除了对个别字句进行了勘误和订正，还增加了毛泽东于1930年所写的《反对本本主义》一文，并在第三卷《学习与时局》附录了于中共七大通过的，并非毛泽东著作的《关于若干历史问题的决议》一文。《毛选》第二版由邓小平题写封面书名。

## 轶事
- 毛选原稿说“孙悟空钻进牛魔王肚子”，当时被评为《毛泽东选集》英译委员会主任委员钱锺书，坚持说“孙猴儿从来未钻入牛魔王腹中”。主持英譯毛選工作的胡乔木調了全國不同版本的《西遊記》查看，最後表示钱锺书是正確的[10]:148。
- 1977年10月，为了解决恢复高考后第一届77级570万人的考卷急需用纸，中共中央决定调用印刷《毛选》第五卷的纸张。[11]

## 民间版本
毛选第五卷以后，中国进入改革开放时期，再未有过官方的后续卷本，然而民间流传出至少三个版本的毛选第六卷、第七卷。